# 穆里西
穆里西是巴西阿拉戈斯州的一个市镇。总面积423.98平方公里，总人口25897人，人口密度61.1人/平方公里。